# Ekstrim-park Roza Chutor
Ekstrim-park „Roza Chutor” – ośrodek narciarsko-snowboardowy niedaleko Krasnej Polany w Kraju Krasnodarskim w Rosji, miejsce rozgrywania zawodów snowboardowych oraz zawodów w narciarstwie dowolnym podczas Zimowych Igrzysk Olimpijskich 2014.
Oficjalne otwarcie obiektu miało miejsce we wrześniu 2012, choć w praktyce był on użytkowany już od marca 2012, kiedy to odbyły się na nim zawody Pucharu Świata zarówno w snowboardzie, jak i narciarstwie dowolnym. Po raz kolejny Puchar Świata w obu dyscyplinach zagościł tam w lutym i marcu 2013. Część snowboardowa kompleksu oferuje 6250 miejsc dla widzów, natomiast w części narciarskiej trybuny liczą 4000 miejsc. 